# New York State Police
New York State Police ou NYSP, é a polícia do estado de Nova York, fundada em 11 de abril de 1917, e estabelecida pela legislação de Nova York, contando com 4.600 policiais ou "troopers", aproximadamente.
O seu primeiro superintendente foi George Fletcher Chandler, que foi responsável pelo desenvolvimento "precoce" do departamento, uma vez que na época, não era comum ver policiais carregando suas armas expostas em seus cintos.

## Atribuições
A Polícia do estado de Nova York tem como principais atribuições o contraterrorismo, a prevenção criminal, a investigação dos principais crimes (como tráfico de entorpecentes, lenocínio, roubo de automóveis, crime organizado, crimes de informática e outros) e polícia rodoviária.

## Estrutura
A NYSP divide geograficamente o estado de Nova York em dez áreas ou "Troops", cada uma abrangendo vários condados. Cada "Troop" é chefiada por um policial que, embora civil, desempenha na corporação a função (ou posto) de major.

## Demografia
Esta é a constituição de pessoas dentro da Policia do estado de Nova York:
- Homens: 92%
- Mulheres: 8%
- Brancos: 83%
- Afro Americanos/Negros: 10%
- Hispânico: 7%

## Postos e insígnias
| Title                                              | Insignia                                                 |
| -------------------------------------------------- | -------------------------------------------------------- |
| Superintendent                                     |                                                          |
| First Deputy Superintendent                        |                                                          |
| Deputy Superintendent/Colonel                      |                                                          |
| Assistant Deputy Superintendent/Lieutenant Colonel |                                                          |
| Staff Inspector                                    |                                                          |
| Major                                              |                                                          |
| Police captain                                     |                                                          |
| Lieutenant                                         |                                                          |
| Technical Lieutenant                               |                                                          |
| Chief Technical Sergeant                           | (1 barra de ouro)                                        |
| Staff Sergeant                                     | (3 divisas em cima de 2 arcos com uma pena no centro)    |
| First Sergeant                                     | (3 divisas em cima de um arco com um diamante no centro) |
| Senior Investigator                                | (à paisana)                                              |
| Zone Sergeant                                      | (3 divisas em cima de 3 arcos)                           |
| Sergeant Station Commander                         | (3 divisas em cima de 2 arcos)                           |
| Technical Sergeant                                 | (3 divisas em cima de 1 arco)                            |
| Sergeant                                           | (3 divisas)                                              |
| Investigator                                       | (à paisana)                                              |
| Trooper                                            | (sem insígnias)                                          |

## Galeria de imagens

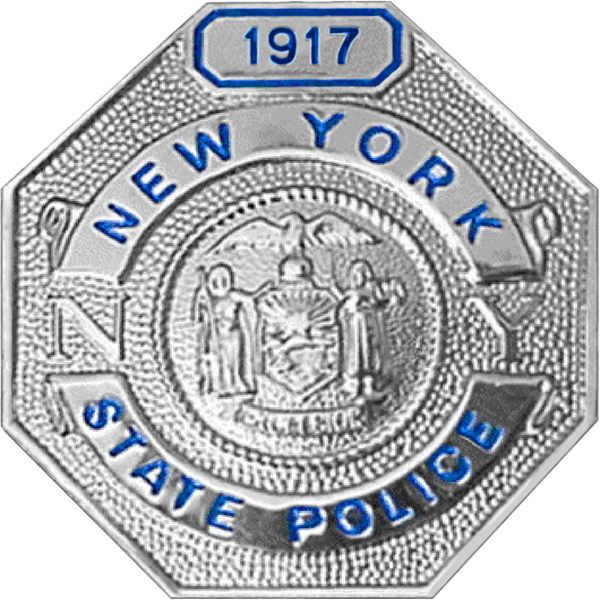
Distintivo do NYSP
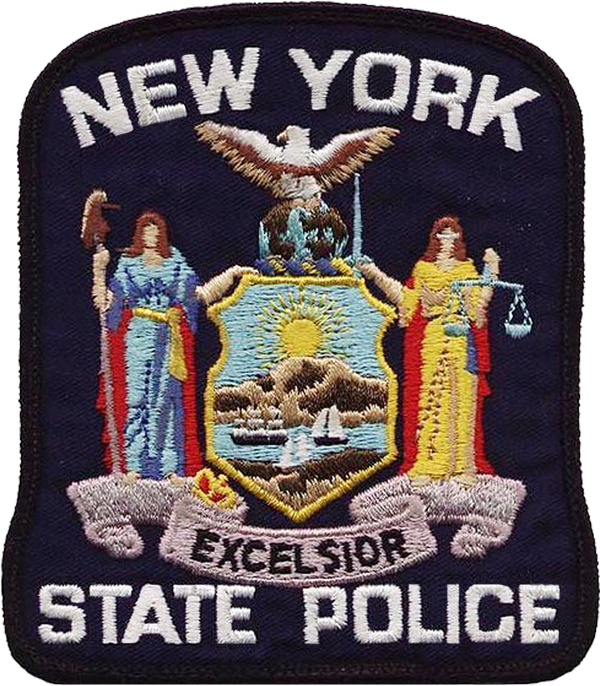
Insígnia de uniforme
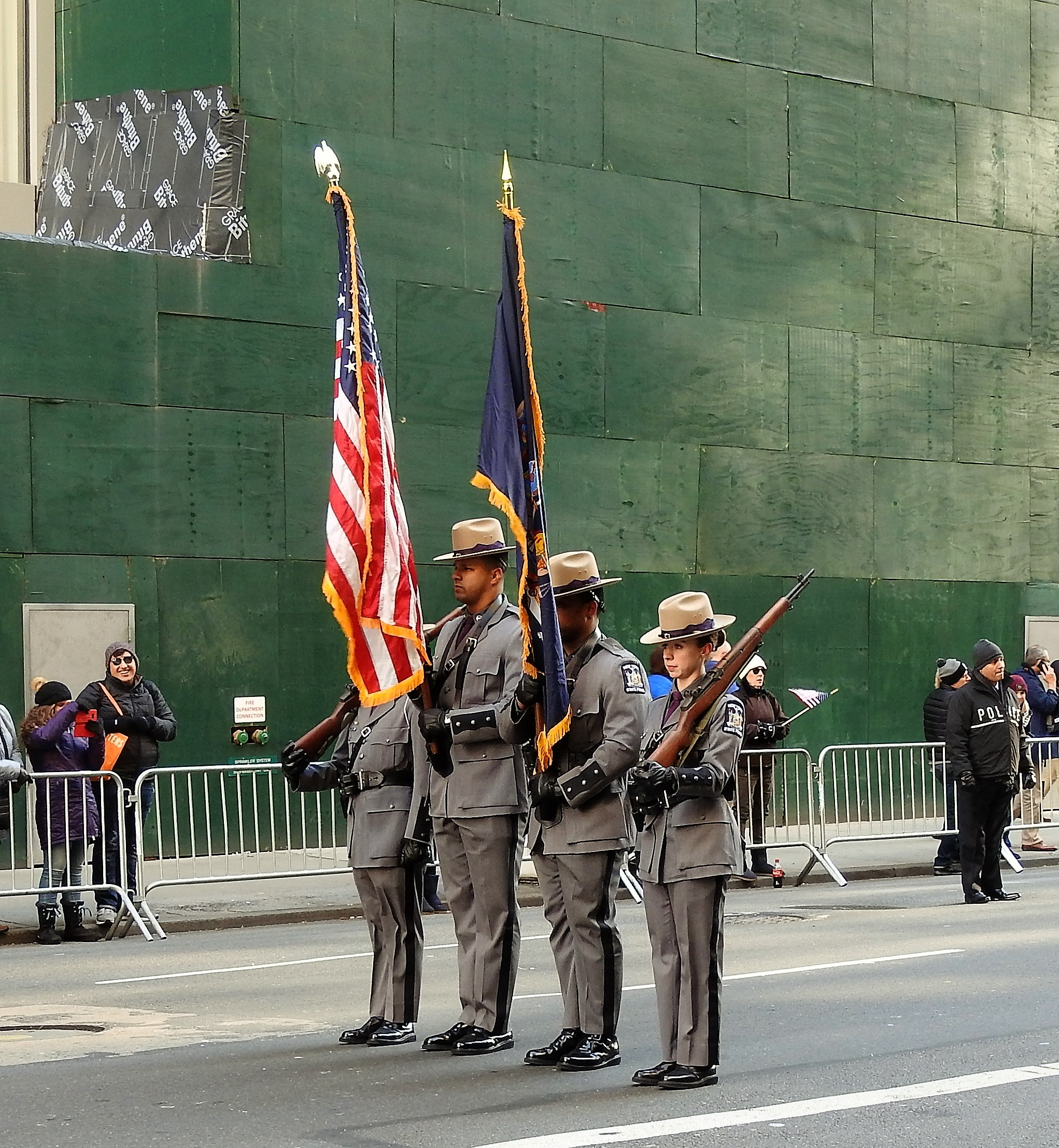
Oficiais durante um desfile na Quinta Avenida
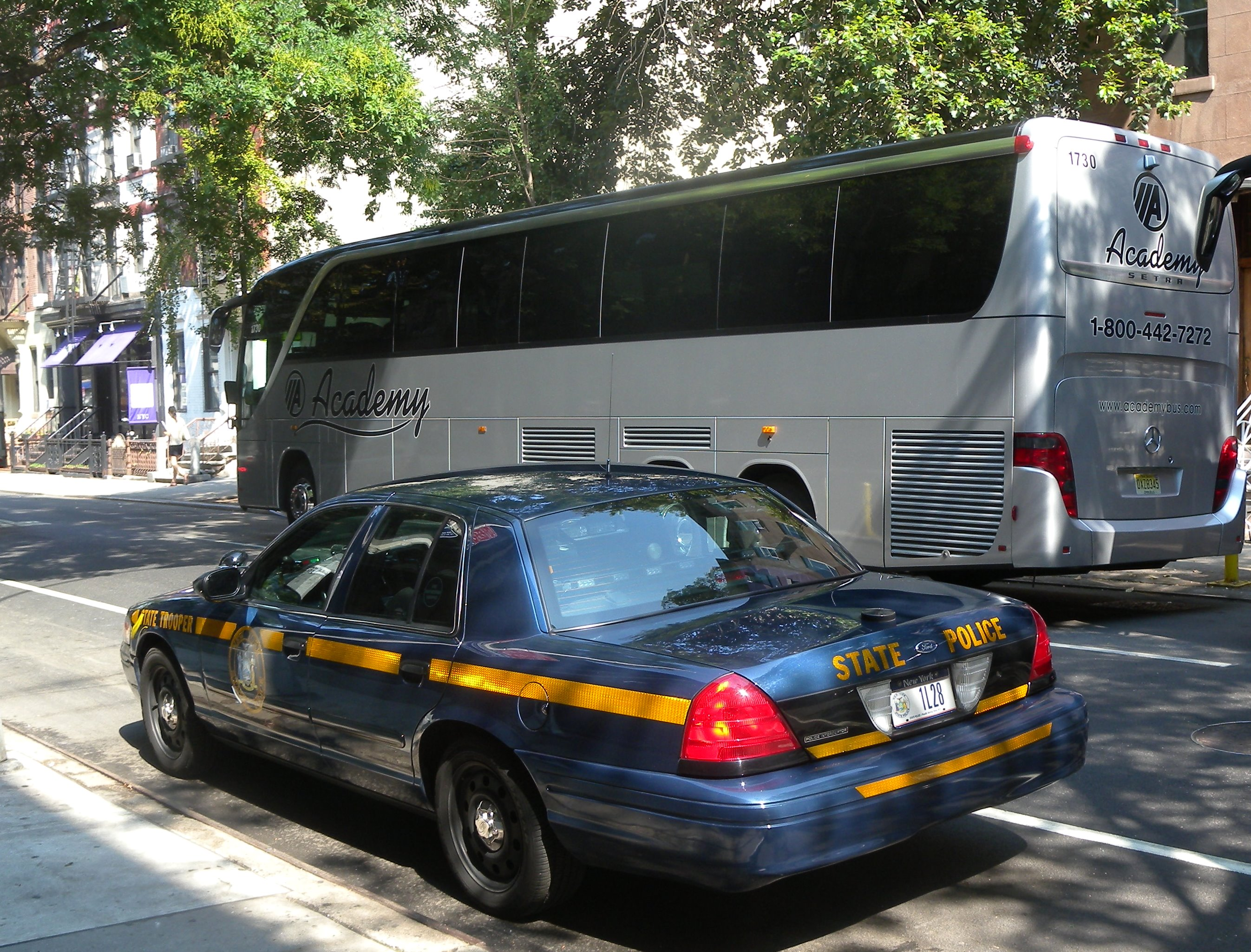
Carro patrulha Ford Crown Victoria Police Interceptor
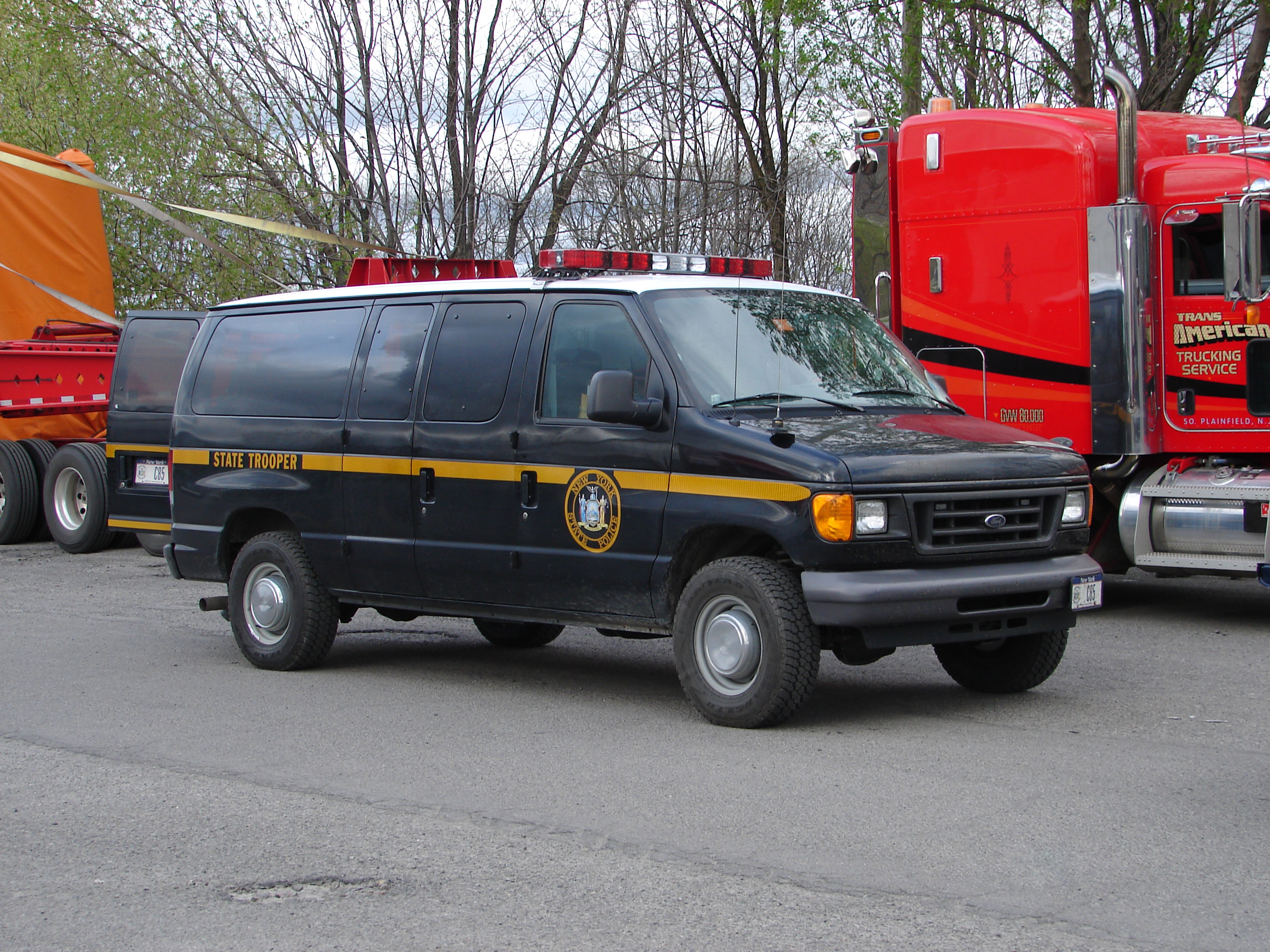
Furgão Ford E-250 do NYSP